# دانشگاه ویرجینیا
دانشگاه ویرجینیا (به انگلیسی: University of Virginia) یک دانشگاه تحقیقاتی دولتی در شارلوتزویل واقع در ایالت ویرجینیا آمریکا است که در سال ۱۸۱۹ میلادی توسط توماس جفرسون، از بنیان‌گذاران کشور ایالات متحده آمریکا و سومین رئیس‌جمهور این کشور، بنیان‌نهاده شده‌است. این دانشگاه برترین دانشگاه ایالت ویرجینیا می‌باشد. این دانشگاه جزو میراث جهانی یونسکو در ایالات متحده به ثبت رسیده‌است. بر اساس رده‌بندی Best College Reviews، دانشگاه ویرجینیا زیباترین دانشگاه ایالات متحده آمریکا قلمداد می‌شود.

## تاریخ
از توماس جفرسون به عنوان «پدر بنیان‌گذار» این دانشگاه یاد می‌شود. جیمز مدیسون و جیمز مونرو، رؤسای جمهور چهارم و پنجم آمریکا، نیز پس از جفرسون مدیریت مستقیم این دانشگاه را بر عهده گرفتند. توماس وودرو ویلسون، رابرت اف. کندی و ادگار آلن پو از افرادی مشهور فارغ‌التحصیل شده از این دانشگاه می‌باشند. همچنین ۱۱ سناتور و شش فضانورد نیز از این دانشگاه فارغ‌التحصیل شده‌اند.

توماس جفرسون از پدران بنیان‌گذار آمریکا، این دانشگاه را بنیان نهاد

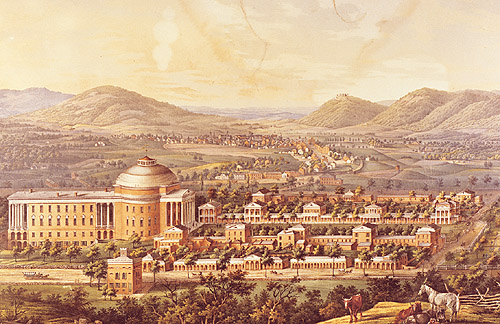
دانشگاه ویرجینیا در سال ۱۸۵۶

## رده‌بندی
بر اساس معتبرترین رده‌بندی دانشگاه‌های آمریکایی که هرساله توسطه یواس نیوز اند ورلد ریپورت منتشر می‌شود، این دانشگاه در کنار دانشگاه کالیفرنیا لس‌آنجلس (UCLA) به عنوان برترین دانشگاه دولتی ایالات متحده آمریکا محسوب می‌شود. شهر شارلوتسول، شهری که این دانشگاه در آن قرار دارد، جز ۱۰ شهر دانشگاهی برتر می‌باشد. پشتوانهٔ مالی این دانشگاه به بیش از ۹ میلیارد دلار می‌رسد و از لحاظ مناسب بودن میزان شهریه و هزینه‌های تحصیلی، مقام اول را در میان دانشگاه‌های آمریکا دارد. در زمینهٔ ادبیات و پزشکی نیز از دانشگاه‌های پیشتاز آمریکا به حساب می‌آید. دانشکده اقتصاد مالی این دانشگاه دارای رتبهٔ ۹، دانشکده تجارت و بازرگانی (بیزینس) دارای رتبهٔ ۶، دانشکده مدیریت دارای رتبهٔ ۵ و دانشکده بازاریابی دارای رتبهٔ ۷ در میان دانشگاه‌های آمریکا می‌باشد. در مجموع و در رتبه‌بندی کلی، این دانشگاه دارای رتبهٔ ۳۴ در جهان می‌باشد.

## برندگان جایزه نوبل این دانشگاه
نوبلیست‌های علمی عضو کادر هیئت علمی یا فارغ‌التحصیل شده از دانشگاه ویرجینیا عبارتند از:
- توماس وودرو ویلسون، دریافت‌کننده جایزه صلح نوبل در ۱۹۱۹
- آلفرد جی. گیلمان، دریافت‌کننده جایزه نوبل فیزیولوژی و پزشکی در ۱۹۹۴
- بری مارشال، دریافت‌کننده جایزه نوبل فیزیولوژی و پزشکی در ۲۰۰۵
- فرید مراد، دریافت‌کننده جایزه نوبل پزشکی در ۱۹۹۸
- جیمز مک‌گیل بیوکنن، دریافت‌کننده جایزه نوبل اقتصاد در ۱۹۸۶
- رونالد کوز، دریافت‌کننده جایزه نوبل اقتصاد در ۱۹۹۱
- ویلیام فاکنر، دریافت‌کننده جایزه نوبل ادبیات در ۱۹۴۹

## نگارخانه

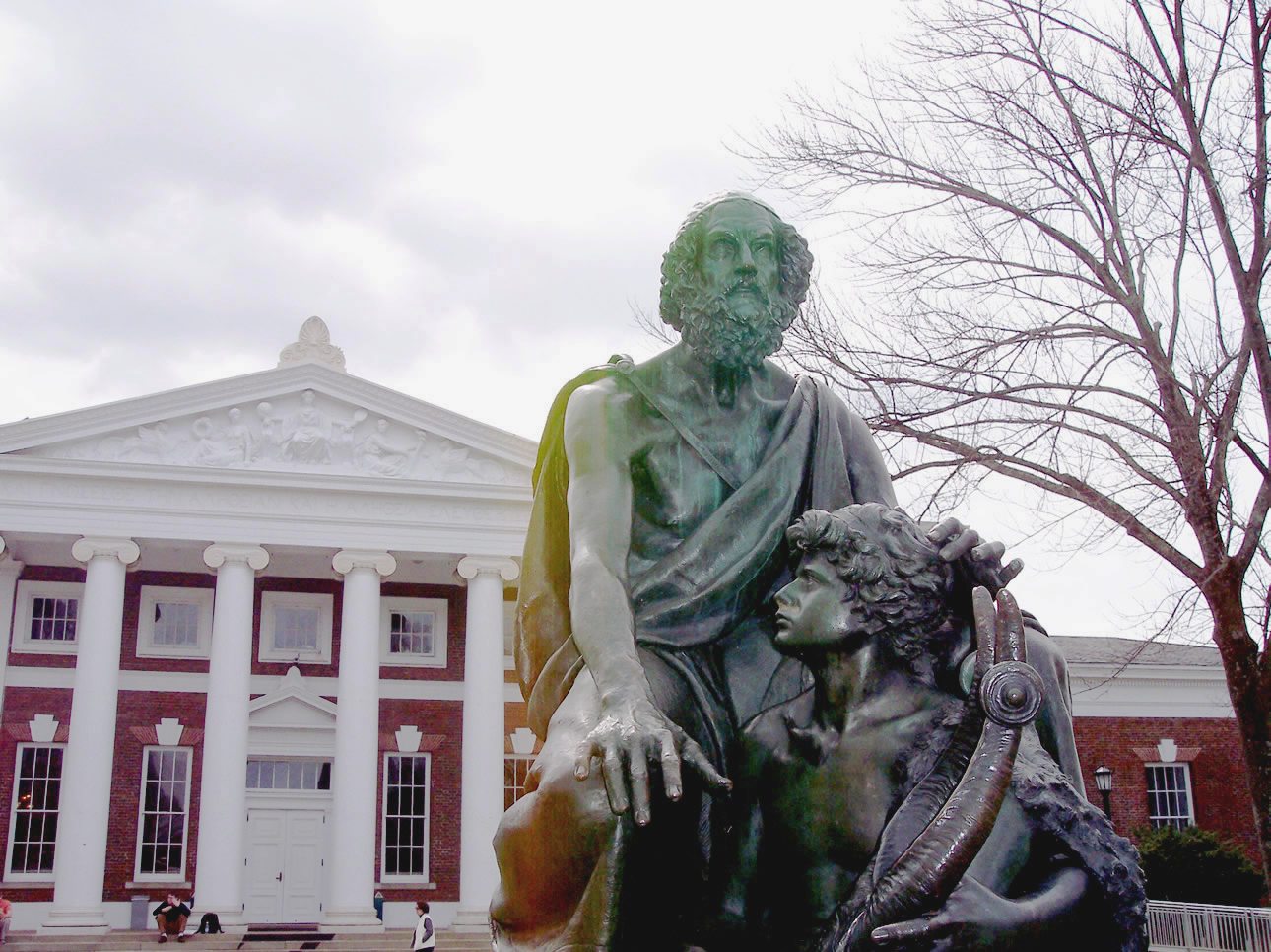
مجسمه هومر
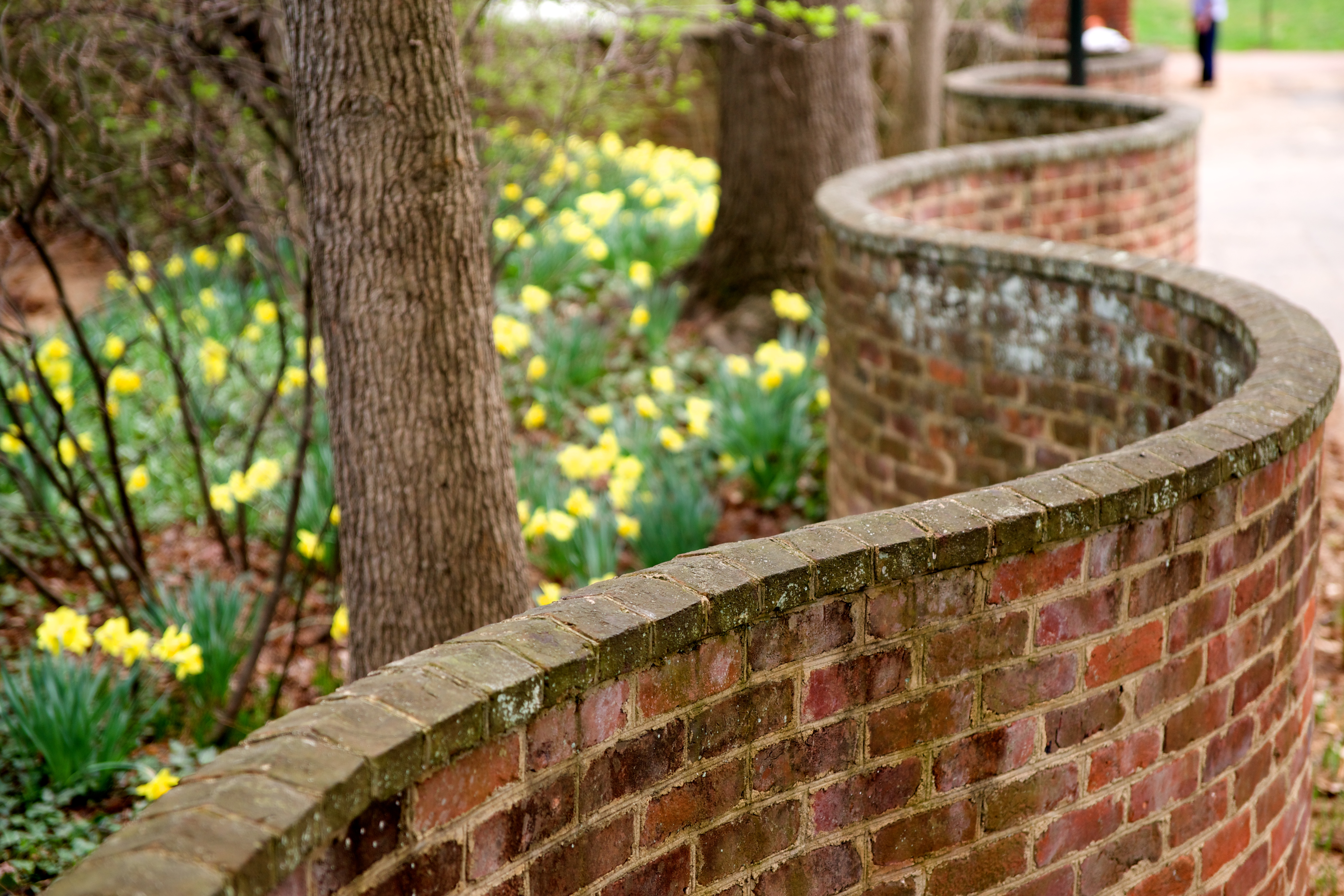
یک دیوار آجری کوتاه مارپیچ در پردیس دانشگاه ویرجینیا
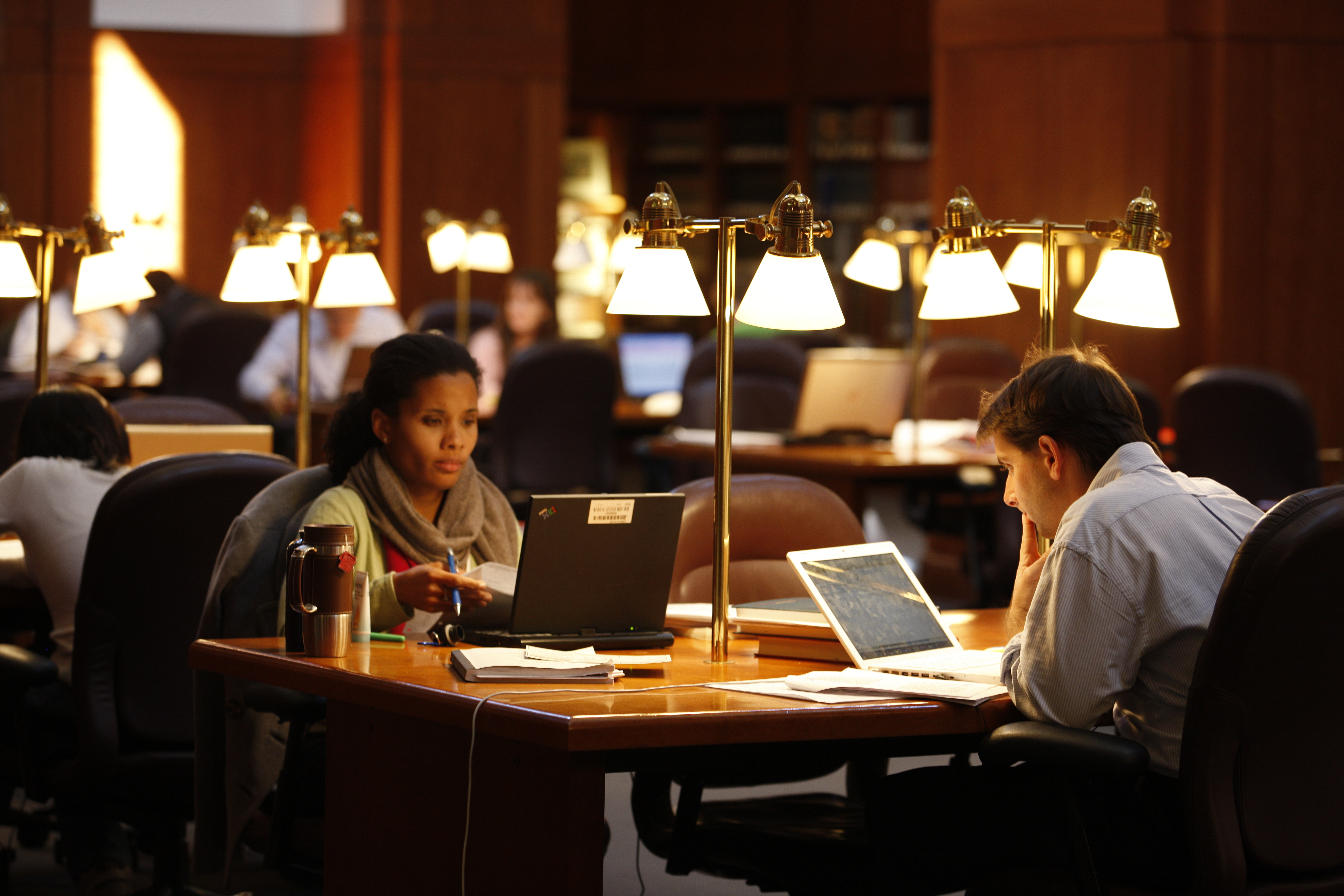
کتابخانهٔ حقوق دانشگاه ویرجینیا
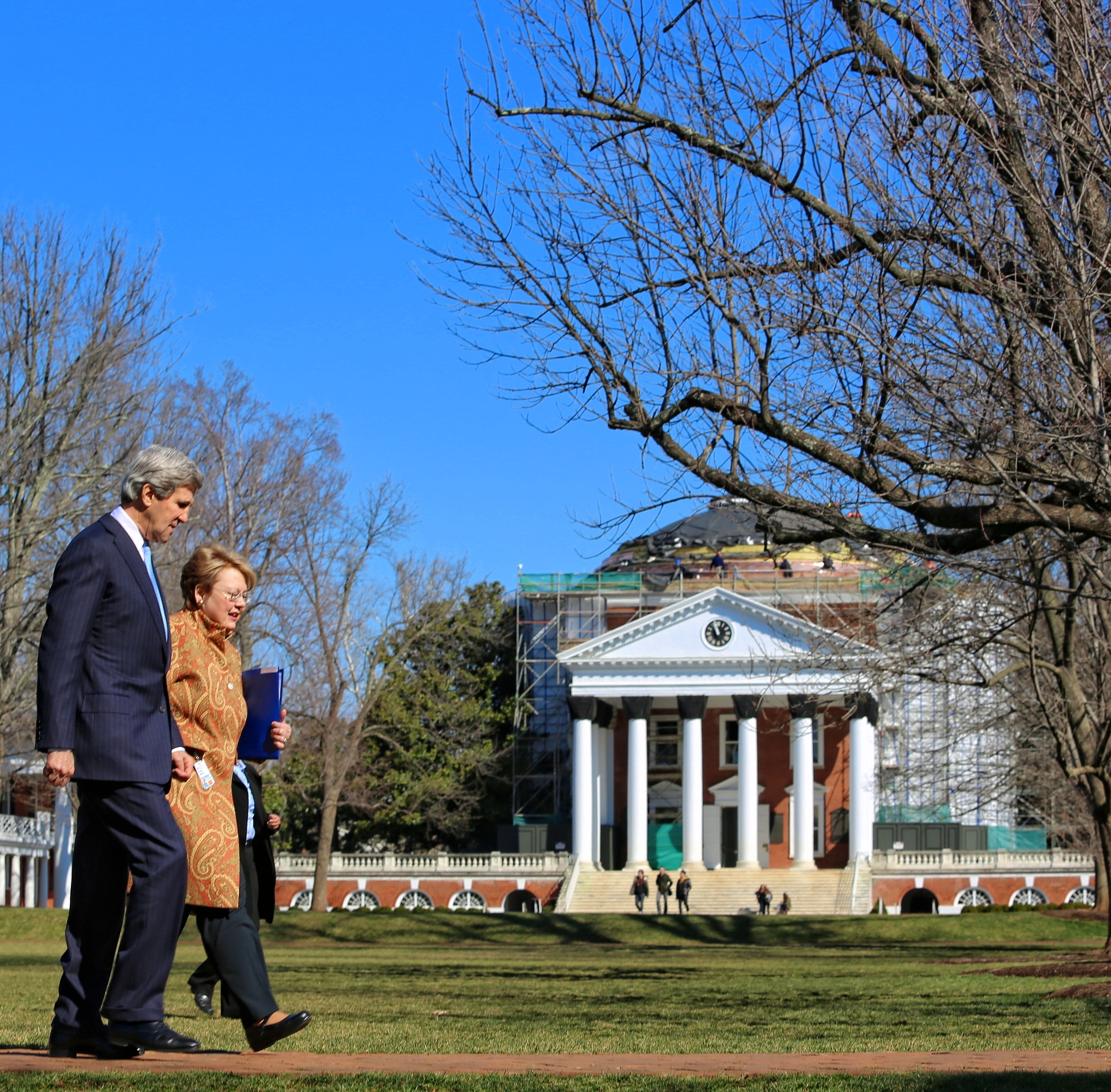
جان کری در حال قدم زدن با رئیس دانشگاه (۲۰۱۳)